# Hasbulla
Hasbulla Magomedovich Magomedov (sinh ngày 7 tháng 7 năm 2002), được biết đến dưới tên Hasbik, là một nhân vật truyền thông xã hội người Nga. Anh bị chậm phát triển do thiếu hụt hormone tăng trưởng và có chiều cao là 102 cm. Hasbulla trở nên nổi tiếng từ năm 2021 nhờ một video trên TikTok lan truyền, từ đó đã hợp tác với những ngôi sao MMA và các nhân vật nổi tiếng như Khabib Nurmagomedov, Islam Makhachev, Alexander Volkanovski, Dana White, Mark Wahlberg, Shaquille O'Neal và Nelk Boys.

## Tham Khảo
1. ↑  "Hasbulla is headed to Abu Dhabi for UFC 280". asianmma.com (bằng tiếng Anh). ngày 11 tháng 10 năm 2022. Lưu trữ bản gốc ngày 1 tháng 4 năm 2023. Truy cập ngày 23 tháng 3 năm 2023.
2. ↑  "Hasbulla under fire for allegedly abusing cat in YouTube video". mmajunkie.usatoday.com (bằng tiếng Anh). ngày 29 tháng 3 năm 2023. Lưu trữ bản gốc ngày 29 tháng 3 năm 2023. Truy cập ngày 23 tháng 3 năm 2023.